# فنجاني مائي
فنجاني مائي (الاسم العلمي: Peziza aquatica) هو نوع من الفطريات يتبع جنس الفنجاني من فصيلة الفنجانية.